# Leptogaster falloti
Espèce
Leptogaster falloti est une espèce fossile d'insectes diptères de la famille des Dolichopodidae.

## Classification
L'espèce Leptogaster falloti est décrite en 1937 par le paléontologue français Nicolas Théobald (1903-1981) dans sa thèse,.

### Holotype
L'holotype et échantillon R881, ainsi que sa contre empreinte R521, de l'ère Cénozoïque, et de l'époque Oligocène supérieur ou Rupélien (33,9 à 28,1 Ma) de la collection Mieg, et conservée au Musée d'histoire naturelle de Bâle vient du gisement de Kleinkembs en Bade-Wurtemberg, sur la rive droite du Rhin,.

### Étymologie
L'épithète spécifique falloti fait hommage à « M. le professeur P. Fallot, qui nous a reçu dans son laboratoire, nous a dirigé et soutenu dans nos recherches ». Il est aussi un examinateur de sa thèse et un géologue français.

## Description

### Caractères
La diagnose de Nicolas Théobald en 1937, : 

« Insecte gracile, de couleur brun noirâtre. Tête arrondie, noire ; deux gros yeux contigus, espace interoculaire étroit, certaines facettes sont encore visibles ; front court ; ocelles conservées. Thorax noir, légèrement comprimé latéralement, bombé sur le dos. Ailes insérées à mi-hauteur, sous une petite écaille arrondie ; ailes droites, vitreuses, nervures fortes ; C s'étend jusqu'au sommet ; Sc accolée à R, se termine dans C vers le milieu du bord antérieur ; R parallèle à C, s'y termine vers le tiers extérieur ; Rs divisé deux fois ; M avec cellule, se divise en trois branches ; Cu1 se soude à M ; cellule CuA ouverte ; alule nulle. Pattes finement velues et grêles. Abdomen long et grêle, légèrement renflé vers l'extrémité, fixé à la partie ventrale du thorax ; huit segments visibles ; armure génitale ♂ ; deux paires de gonapophyses ; forceps inférieurs en haut, forceps supérieurs plus longs et recourbés ; au milieu et en haut, lamelle supérieure portant l'anus. ».

### Dimensions
La longueur totale est de 7,50 mm, la tête a une longueur de 0,75 mm, le thorax a une longueur de 1 mm et une hauteur de 1 mm, l'aile aune longueur de 4,2 mm et une largeur de 1 mm ; l'abdomen a une longueur de 5,75 mm et une largeur de 0,75 mm.

### Affinités
« Présence des caractères le rangeant d'une façon certaine parmi les Leptogastrinae. Très différent de Leptogaster Helli Unger de Radoboj.
Se rapproche de Leptogaster pubicornis Loew par la taille et la nervation des ailes ; ce dernier vit en France (voir Séguy, Faune de France, 17, p. 20). Leptogaster peduncutala Loew a une nervation presque identique à L. Miegi, cette forme vit en Europe méridionale. ».

## Galerie
- Schémas de Leptogaster falloti en 1937 selon N. Théobald.
- Schémas.
- Aile.

- L. guttiventris et L. cylindrica espèces vivantes du genre Leptogaster.
- Leptogaster guttiventris - aile.
- Leptogaster guttiventris - aile.
- Leptogaster cylindrica.
- Leptogaster cylindrica- vidéo.

### Publication originale
- [1937] Nicolas Théobald, « Les insectes fossiles des terrains oligocènes de France 473 p., 17 fig., 7 cartes,13 tables, 29 planches hors texte », Bulletin Mensuel de la Société des Sciences de Nancy et Mémoires de la Société des sciences de Nancy, Imprimerie G. Thomas,‎ 1937, p. 1-473 (ISSN 1155-1119 et 2263-6439, OCLC 786027547). .